# Calexico
|  | Per a altres significats, vegeu «Calexico (grup de música)». |

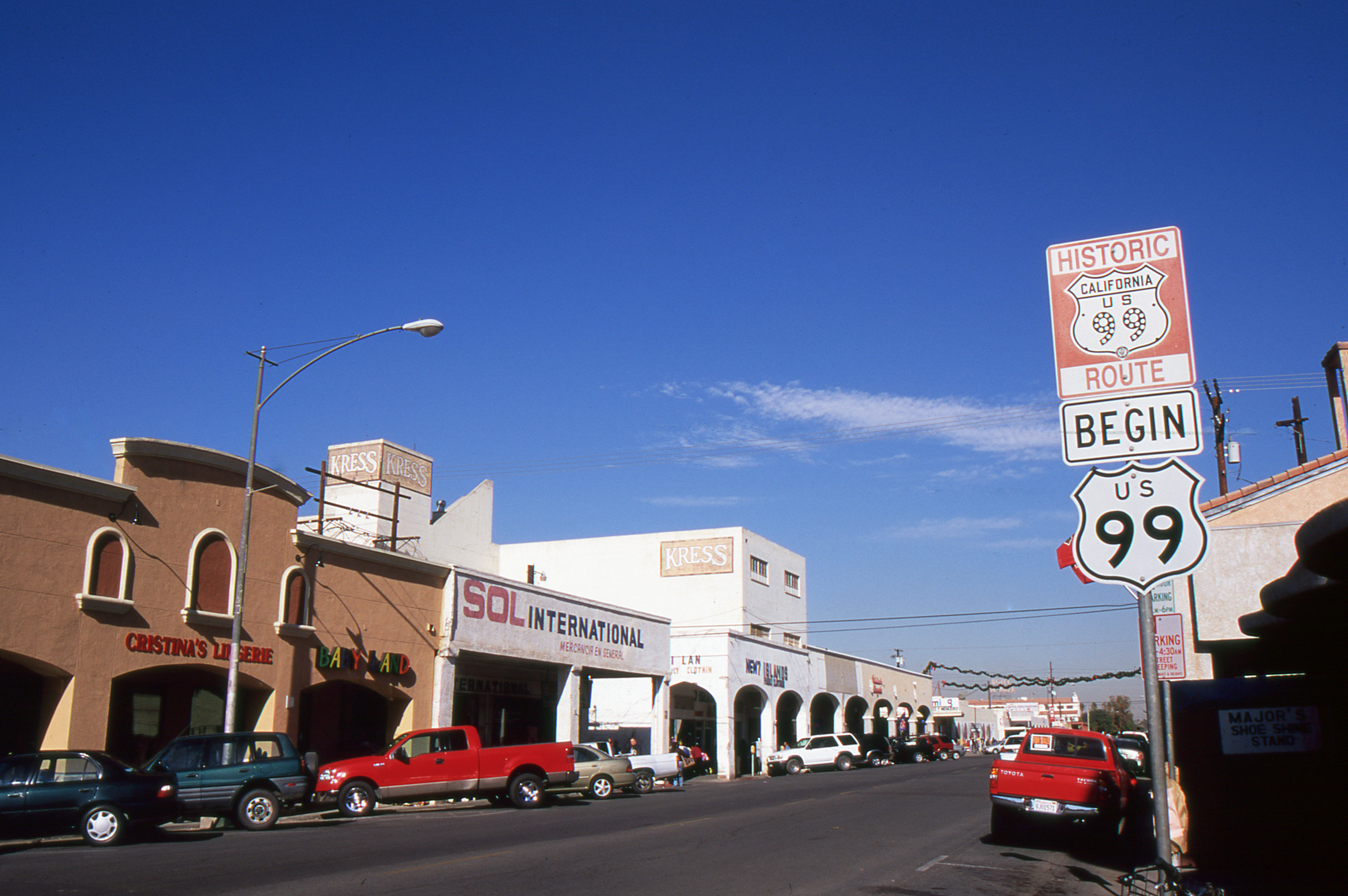
Calexico

Calexico és una ciutat del comtat d'Imperial, a l'estat estatunidenc de Califòrnia. És 196 km a l'est de San Diego i 110 km a l'oest de Yuma (Arizona). El nom de Calexico prové de la combinació de California ("Cal-") i México ("-exico"), així com el nom de la ciutat mexicana adjacent de Mexicali. El 2005 tenia 66.000 habitants. Calexico fou fundada el 1899 i incorporada el 1908. La Companyia Imperial Land convertí la terra desèrtica al voltant de Calexico i Mexicali en terres fèrtils per a l'agricultura com a base econòmica. Els primers pobladors foren mexicans, especialment després de la Revolució Mexicana de 1910, i encara en l'actualitat els mexicans hi són majoria. La ciutat moderna de Calexico representa la combinació de les dues cultures i àrees, i ha format una conurbació amb la ciutat de Mexicali.